# Jakubów (Rawa)
Pour les articles homonymes, voir Jakubów.
Jakubów est une localité polonaise de la gmina et du powiat de Rawa Mazowiecka en voïvodie de Łódź.